# Río Chiriquí
El río Chiriquí es un río ubicado en Panamá, específicamente en los distritos de Boquete, David, Dolega y Gualaca, en la provincia de Chiriquí. Su longitud es de 130 km y su cuenca hidrográfica tiene una superficie de 1925,11 km².
Los principales afluentes son el Platanal, Majagua, David, Cochea, Caldera, Los Valles, El Sitio, Gualaca y Estí.